# Andrzej Frydrychewicz
Andrzej Mieczysław Frydrychewicz (ur. 13 marca 1932 w Hrubieszowie) – polski inżynier, konstruktor samolotów PZL-104 Wilga, PZL-106 Kruk i PZL-130 Orlik.

## Życiorys
Syn Tomasza i Wandy z Rapczyńskich. W czasie okupacji działał w podziemnym harcerstwie. Po zakończeniu II wojny światowej w Sokołowie Podlaskim ukończył szkołę podstawową i rozpoczął naukę w Gimnazjum Ojców Salezjanów (obecnie Salezjańskie Liceum Ogólnokształcące im. Henryka Sienkiewicza). Po jego upaństwowieniu władze szkoły zarzuciły jego matce, że zbytnio popiera kler katolicki i zasugerowały mu opuszczenie szkoły. Przeniósł się do Liceum Lotniczego w Warszawie przy ul. Hożej 88, gdzie w 1953 r. zdał egzamin maturalny. Jako posiadacz dyplomu Przodownika Nauki i Pracy Społecznej został przyjęty bez egzaminów na Wydział Lotniczy Politechniki Warszawskiej. W 1958 r. uzyskał dyplom mgr inż. lotnictwa. Promotorem jego pracy magisterskiej był prof. Franciszek Misztal.

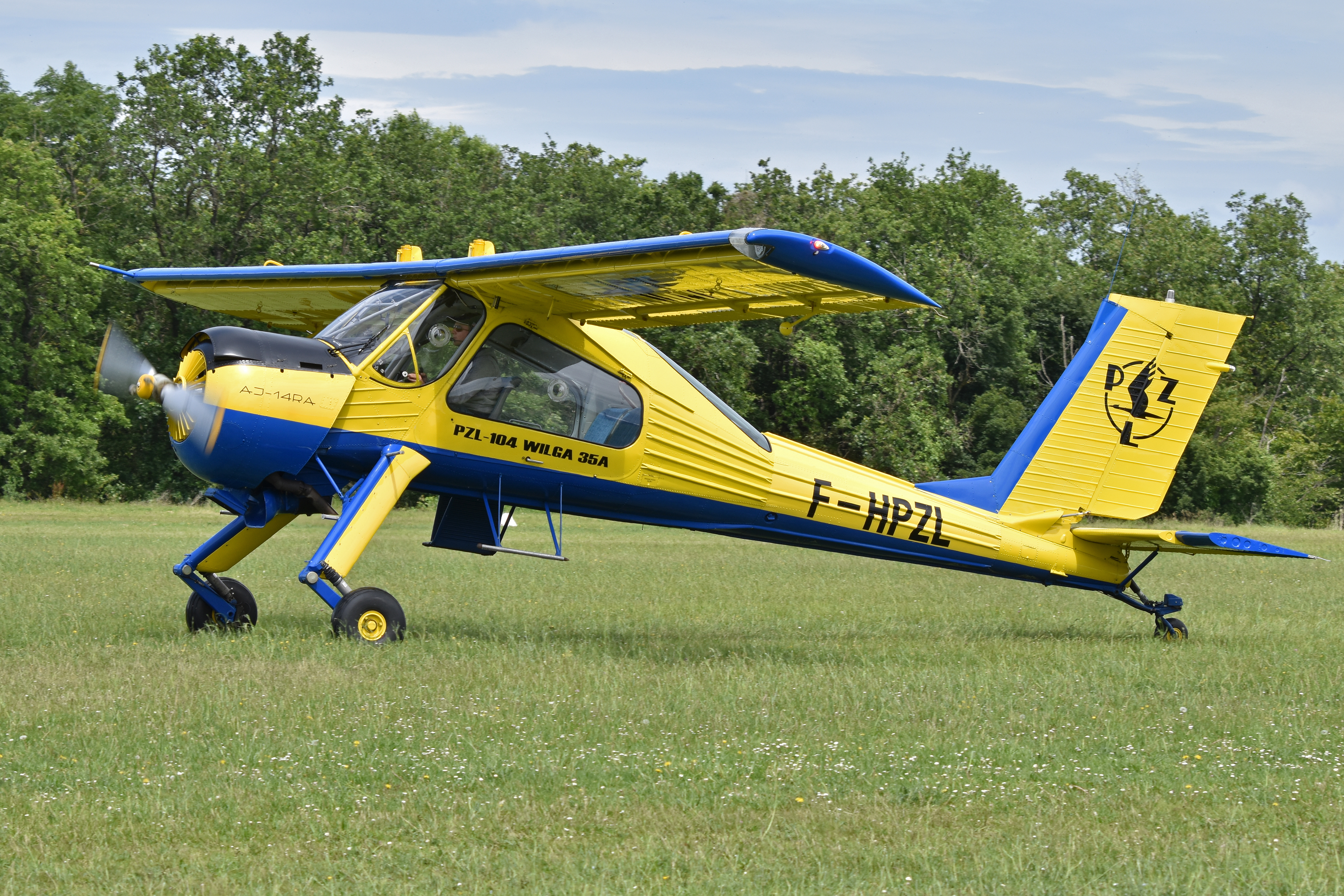
PZL-104 Wilga 35A

W 1959 r. został zatrudniony w Biurze Konstrukcyjnym OKP-2 Ośrodka Konstrukcji Lotniczych WSK-Okęcie, pracował przy projektowaniu samolotu komunikacyjnego PZL MD-12. W tym Biurze opracowywał projekt wstępny jednosilnikowego samolotu transportowego KS-1 typu STOL. Od 1960 r. pracował w Zespole Konstrukcyjnym kierowanym przez Ryszarda Orłowskiego nad projektem samolotu wielozadaniowego PZL-104 Wilga przeznaczonym dla Aeroklubu PRL. Od 1962 r. stał się jednym z dwóch głównych konstruktorów Wilgi. W 1963 r. zespół opracował samolot Wilga-2 oraz eksportową wersję Wilga C. Doprowadził do dostosowania samolotu do licencyjnego silnika AI-14R. PZL-104 Wilga 3 został oblatany 31 grudnia 1965 r. Samolot stał się wzorcem do produkcji seryjnej samolotu oznaczonego jako PZL-104 Wilga 35 i oblatanego 29 czerwca 1967 r. W 1979 r. brał udział w opracowaniu Wilgi-80.

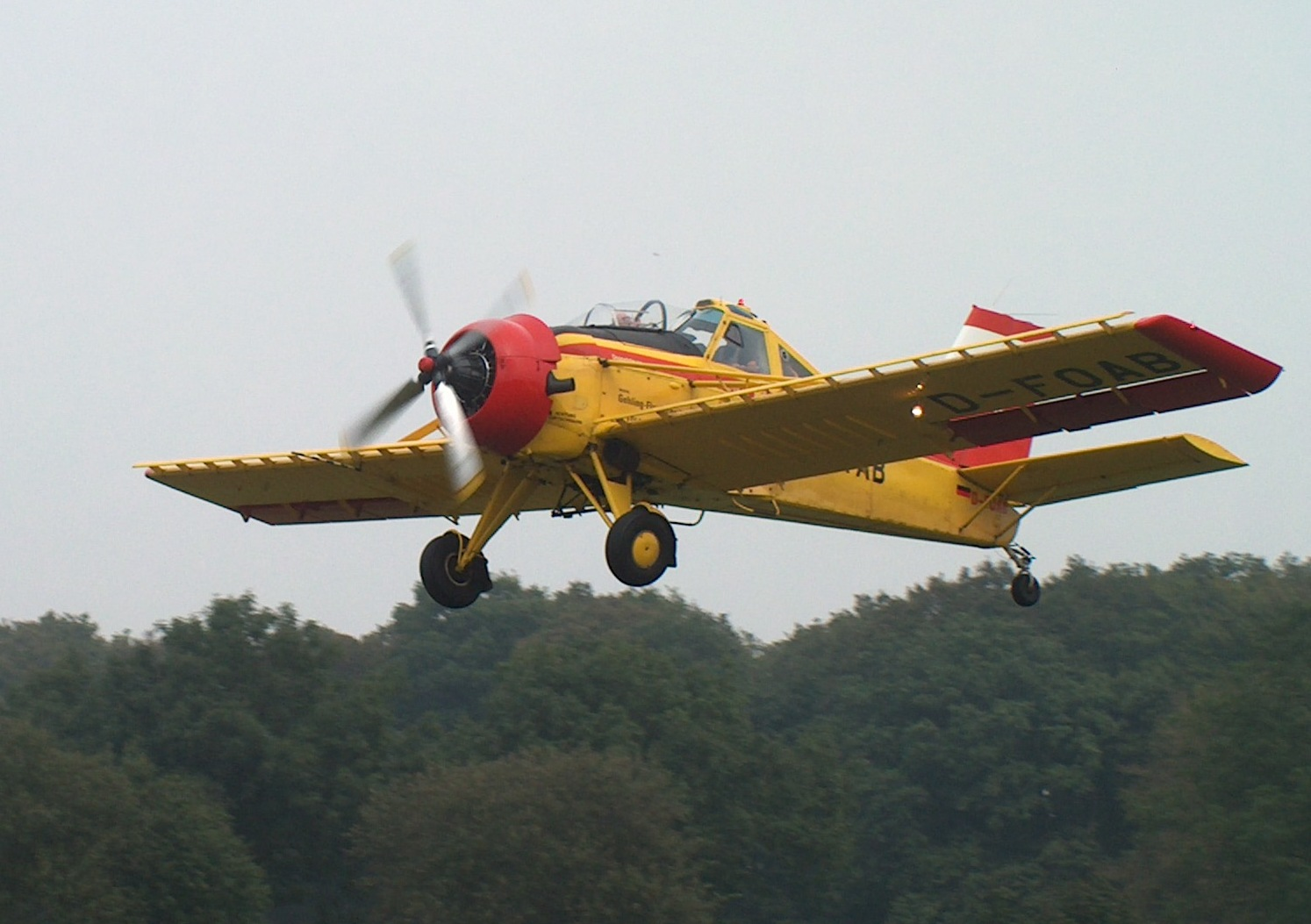
PZL-106 Kruk

W 1963 r. kierowany przez niego zespół zaproponował gruntowną modernizację samolotu PZL-101 Gawron i opracowanie na jego bazie samolotu rolniczego nowej generacji, który otrzymał oznaczenie PZL-101M „Kruk 63”. Zakładano w nim wykorzystanie silnika, skrzydeł i podwozia z samolotu Gawron a części ogonowej i usterzenia z Wilgi. Kolejnymi koncepcjami projektowymi jego zespołu był PZL-106 „Kruk 65” (przebudowa An-2) oraz duży samolot rolniczy PZL M-14. Do przekształcenia tych koncepcji w postać prototypu nie doszło. Według Frydrychewicza na tej decyzji zaważyły względy polityczne i uzależnienie Polski od ZSRR.

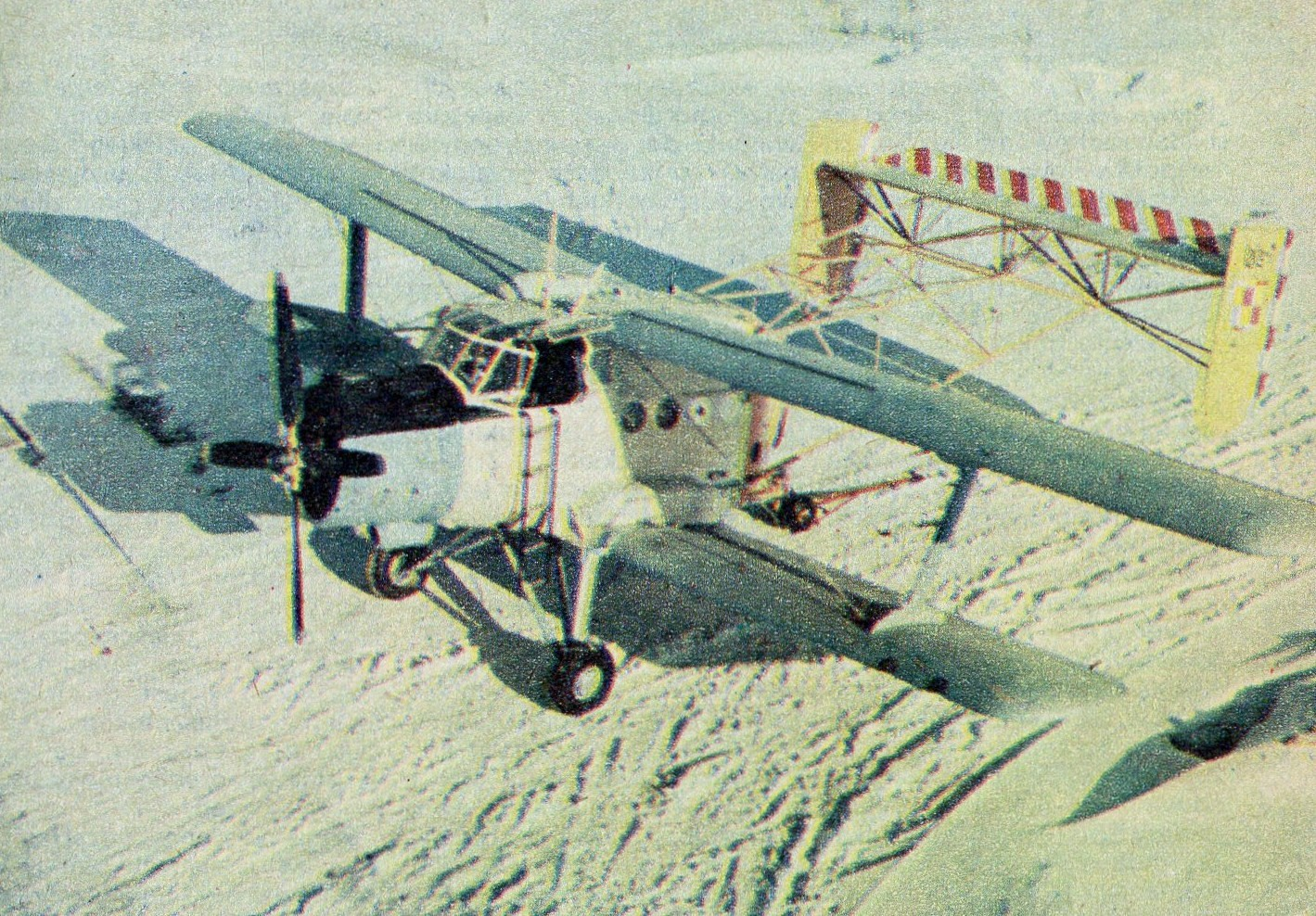
Lala-1

W 1971 r. jego zespół został przeniesiony do Instytutu Lotnictwa, gdzie wystąpił z inicjatywą budowy średniego samolotu rolniczego PZL-106 Kruk. Projekt uzyskał akceptację i został zrealizowany. W 1971 r. opracował na bazie samolotu An-2 projekt Latającego Laboratorium Lala-1 wyposażonego zarówno w silnik odrzutowy AI-25 oraz silnik rozruchowy AI-9. To rozwiązanie posłużyło do zbadania przydatności napędu odrzutowego w agrolotnictwie. W późniejszych latach prowadził prace rozwojowe Kruka oraz aparatury agrolotniczej. W tym czasie opracował również niezrealizowany projekt wstępny samolotu akrobacyjnego Harnaś.
W latach 80. XX w., na zlecenie firmy Airtech Canada, brał udział w pracach nad modyfikacją samolotów De Havilland Canada DHC-2 Beaver, de Havilland Canada DHC-3 Otter i Douglas DC-3. Pod jego kierunkiem te samoloty zostały zmodyfikowane z użyciem polskich silników PZL-3S i ASz-62. W 1984 r. opracował ultralekki samolot sportowy Airtech Canada „Skylark”.
W 1985 r. opracował w PZL-Okęcie, pod oznaczeniem An-3M, propozycję zmodyfikowania samolotu An-2 przez zastosowanie silnika turbośmigłowego.

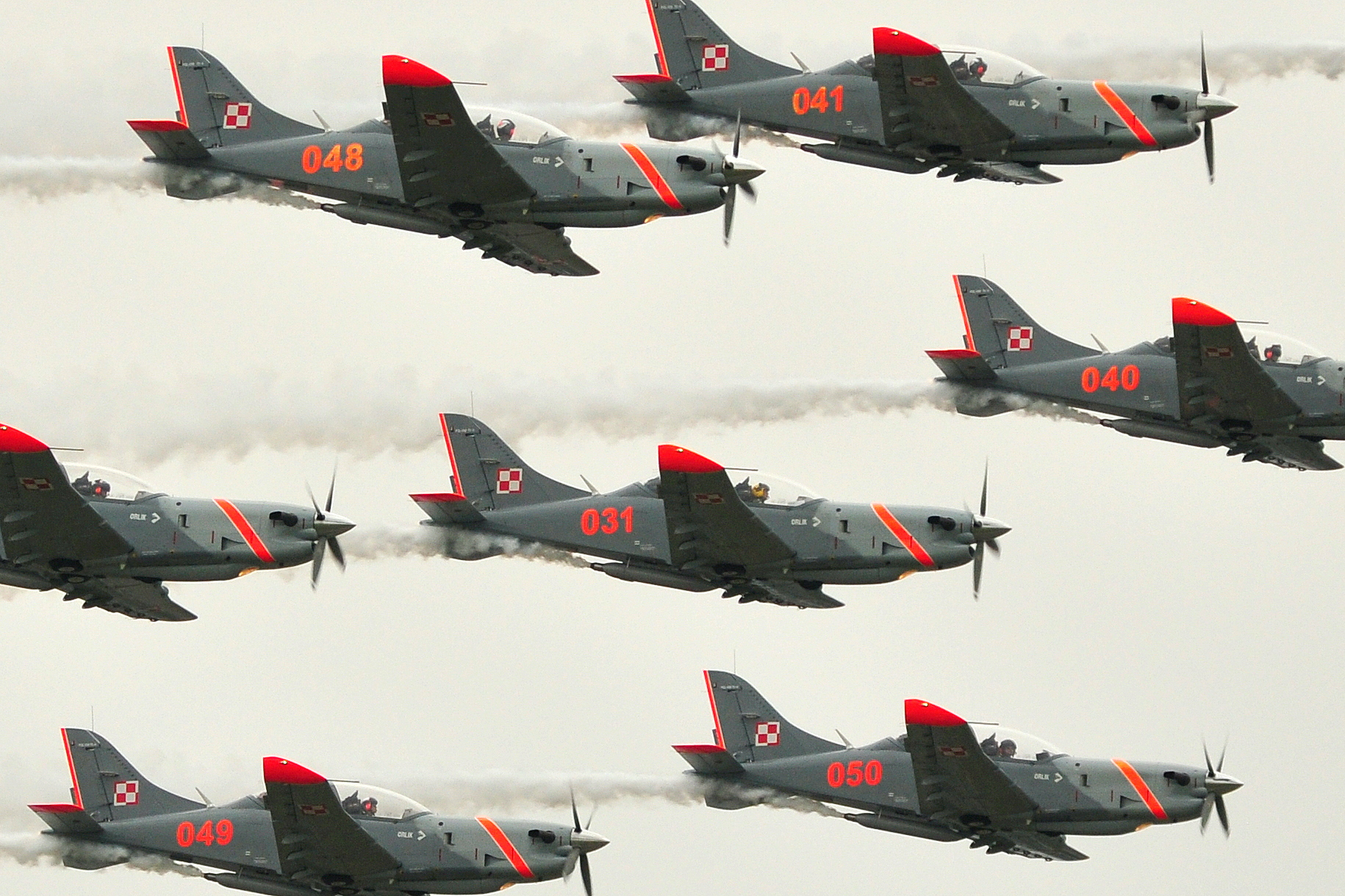
PZL-130 Orlik na wyposażeniu zespołu akrobacyjnego „Orlik”

W 1981 r. kierowany przez niego zespół konstrukcyjny przystąpił do pracy nad projektem samolotu szkolnego na potrzeby szkolenia pilotów wojskowych. Samolot otrzymał oznaczenie PZL-130 Orlik. Pierwsza wersja z silnikiem tłokowym nie doczekała się zainteresowania ze strony Wojska Polskiego, w realizacje projektu zaangażowano firmę Airtech Canada. W 1986 r. powstała wersja z silnikiem turbośmigłowym, rozpoczęto proces certyfikacji samolotu w Kanadzie. Wersja turbośmigłowa Orlika wzbudziła zainteresowanie Wojska Polskiego, co doprowadziło do jego wyprodukowania i wprowadzenia na wyposażenie Szkoły Lotniczej w Radomiu-Sadkowie.
W latach 1987–1989 pod jego kierownictwem powstało kolejne rozwinięcie Wilgi – projekt początkowo nazwano PZL-105 Wilga 88, na kolejnych etapach prac przyjęto oznaczenie PZL-105 Flaming. Prototyp został oblatany w 1989 r., jednak z powodu trudności gospodarczych w kraju nie podjęto jego produkcji seryjnej. W 1990 r. stworzył zespół konstrukcyjny, który opracował koncepcję samolotu szturmowego, oznaczonego jako PZL-230 Skorpion. Powstała makieta samolotu, jednak nie zdecydowano się na dalsze prowadzenie prac.
W kolejnych latach opracował koncepcje kilku samolotów:
- PZL-107 Kaczor – samolot rolniczy,
- PZL-112 Junior – samolot szkolny (oblatano prototyp),
- PZL-140 Orlik 2000 – samolot dyspozycyjny,
- PZL-140 Gąsior – samolot gaśniczy,
- PZL-240 Pelikan – samolot gaśniczy.

W tym okresie pracował również nad samolotami bezzałogowymi, powstały projekty Wampir 1, Wampir 2, Krogulec oraz HARVE. W 2002 r. przeszedł na emeryturę ale w dalszym ciągu pracował jako konstruktor. Został szefem zespołu projektowego Aerodes, który opracował projekty samolotów sportowych AF-129 i Opal-1, dyspozycyjnego Flaris LAR01, bezzałogowych (m.in. PW-141 Samonit, PW-152, PW-154 Kusy, PW-240 Żmija) oraz ćwiczebny cel powietrzny PW-100.

## Życie prywatne
W 1958 r. poślubił Marię Barbarę z domu Zenker, mają dwie córki i syna.

## Ordery i odznaczenia
Za pracę konstruktora został odznaczony:
- Krzyżem Oficerskim Orderu Odrodzenia Polski,
- Krzyżem Kawalerskim Orderu Odrodzenia Polski,
- Złotym Krzyżem Zasługi.